# 김택수 (1936년)
김택수(金澤秀, 1936년 ~)는 제6대 대구고등검찰청 등에서 검사장을 역임한 법조인이다.

## 생애
1961년 서울대학교 법과대학을 졸업하고 1962년 제14회 고등고시 행정과. 1963년 제2회 사법시험에 합격한 김택수는 1966년 서울대학교 대학원을 수료하고 대구지방검찰청 검사에 임용되었다. 

## 경력
- 1968년 대구지방검찰청 경주지청 검사
- 1969년 부산지방검찰청 검사
- 1972년 광주지방검차렁 검사
- 1974년 서울지방검찰청 검사
- 1979년 부산지방검찰청 검사
- 1981년 부산지방검찰청 부장검사
- 1982년 수원지검 인천지청 부장검사
- 1983년 서울지검 부장검사
- 1986년 서울지검 공안 제1부장검사
- 1987년 서울지검 차장검사
- 1988년 법무연수원 연구위원
- 1989년 법무연수원 기획부장
- 1990년 제주지방검찰청 검사장
- 1991년 서울고등검찰청 차장검사
- 1993년 창원지검 검사장, 법무부 교정국장
- 1994년 부산고검 검사장
- 1996년 한국형사정책연구원 원장
- 1997년 변호사 개업